# Joseph Sadoc Alemany y Conill
Joseph Sadoc Alemany y Conill OP (kat. Josep Sadoc Alemany i Conill, ur. 3 lipca 1814 w Vic, zm. 14 kwietnia 1888 w Walencji) – hiszpański duchowny katolicki, dominikanin, pierwszy arcybiskup San Francisco w Stanach Zjednoczonych.

## Życiorys
Urodził się w katalońskim Vic, około 60 km na północ od Barcelony. Przyszedł na świat jako jedno z dwanaściorgu dzieci kowala Antonio Alemany y Font oraz Micaeli de los Santos Cunill y Saborit.

## Kapłaństwo
Alemany wstąpił do seminarium diecezjalnego w 1824 r., a sześć lat później (1830) wstąpił do zakonu dominikanów. W roku 1835 wydano dekret o sekularyzacji, w wyniku którego zakony hiszpańskie zostały rozproszone lub zamknięte, a wielu zakonników wybrało banicję. Młody Alemany kontynuował studia w Viterbo w ówczesnym Państwie Kościelnym. Tam też otrzymał święcenia kapłańskie dnia 27 marca 1837 r. Szafarzem sakramentu był przyszły kardynał Gaspare Bernardo Pianetti, ówczesny ordynariusz Viterbo. W roku 1840 uzyskał licencjat z teologii na Angelicum w Rzymie. Ponieważ chciał zostać misjonarzem w tym samym roku został wysłany przez władze swego zakonu do USA. Pracował duszpastersko w dominikańskiej prowincji św. Józefa Rzemieślnika (obejmowała ona stany Ohio, Kentucky i Tennessee). Początkowo pracował w Taylorsville w Ohio. W roku 1842 został przydzielony do pomocy duszpasterskiej przy katedrze w Nashville (miejscowy ordynariusz również był dominikaninem). Od roku 1845 był m.in. członkiem Kapituły Prowincjonalnej w Memphis, a także prowincjałem Prowincji św. Józefa Rzemieślnika.
31 maja 1850 r. otrzymał nominację na biskupa Monterey w Kalifornii. Sakrę otrzymał w rzymskim kościele San Carlo z rąk kard. Giacomo Fransoniego. Do swej diecezji dotarł pół roku później i rozpoczął rządy od poszukiwania kapłanów do pracy duszpasterskiej wśród miejscowej ludności. Zorganizował też pierwsze placówki edukacyjne prowadzone przez jezuitów i wyznaczył wikariusza biskupiego dla Dolnej Kalifornii należącej do Meksyku. Brał udział w Pierwszym Synodzie Plenarnym w Baltimore, który pod przewodnictwem prymasa Francisa Kenricka postanowił zreorganizować podział administracyjny Kościoła w zachodniej części kraju. 29 lipca 1853 r. powstała metropolia kalifornijska z siedzibą w San Francisco. Pierwszym metropolitą został bp Alemany. Miał odtąd przewodzić wielonarodowej prowincji kościelnej obejmującej około 500 tys. ludności przybyłej głównie z powodu gorączki złota. Za jego kadencji powstało w archidiecezji wiele szkół i uniwersytetów (m.in. Santa Clara University i University of San Francisco), a także nowa prowincja dominikanów. Dzięki jego zaangażowaniu Kościół kalifornijski otrzymał wiele tysięcy hektarów ziem będących pierwotnie misyjnymi terenami (budynki, cmentarze, ogrody). W roku 1883 otrzymał do pomocy koadiutora, a rok później przeszedł na emeryturę (21 grudnia 1884) i powrócił do rodzinnej Hiszpanii. Otrzymał wówczas stolicę tytularną Pelusium. Tam służył duszpastersko jako zwykły ksiądz w jednej z parafii w Walencji, gdzie zmarł. Pochowany pierwotnie w rodzinnym mieście, w 1965 r. ciało przeniesiono do mauzoleum na Cmentarzu Krzyża Świętego w Colma w Kalifornii.